# Шмаков Анатолій Іванович
Анатолій Іванович Шмаков (8 грудня 1921, Лая, Свердловська область — 16 лютого 2012, Одеса) — військовий льотчик першого класу, учасник Великої Вітчизняної Війни, Герой Радянського Союзу, полковник.

## Біографія
Народився 8 грудня 1921 року в селі Лая Верхотурського повіту Екатеринбургської губернії (нині Горноуральского міського округу Свердловської області) в сім'ї селянина. За національністю — росіянин. З 1930 року жив у місті Нижній Тагіл. Закінчив школу-семирічку і школу фабрично-заводського учнівства в Нижньому Тагілі. Працював електриком. Потім навчався в Нижнетагильскому гірничо-металургійному технікумі, одночасно займався в місцевому аероклубі.
У 1940 році по комсомольській путівці був направлений в Червону Армію. Спочатку був зарахований в Новосибірську військову авіаційну школу льотчиків, згодом звідти переведений в Чкаловську (Оренбурзьку) військову авіаційну школу льотчиків, яку закінчив в 1941 році. Служив в запасних і навчальних частинах. Член ВКП (б) / КПРС з 1943 року.
Учасник Великої Вітчизняної війни з червня 1944 року. Воював на 1-м і 2-м Білоруських фронтах, пройшов бойовий шлях від Бобруйська до околиць Берліна. Брав участь у Білоруській, Східно-Прусської, Східно-Померанський і Берлінської наступальних операціях, підтримував з повітря радянські частини на Віслінскому і Одерському плацдармах.
Старший льотчик 783-го штурмового авіаційного полку 199-ї штурмової авіаційної дивізії 4-го штурмового авіаційного корпусу 4-ї повітряної армії 2-го Білоруського фронту лейтенант Анатолій Шмаков під час війни здійснив 94 бойових вильотів на штурмівку наземних військ ворога. Завдав значної шкоди ворогу, знищивши 4 танка, 76 автомашин, 7 польових і зенітних батарей, до 250 солдатів і офіцерів ворога. Збив 2 літаки противника. Сам був збитий один раз зенітним вогнем, зробивши вимушену посадку в розташуванні радянських військ.
За зразкове виконання бойових завдань командування на фронті боротьби з німецьким фашизмом і проявлені при цьому відвагу і героїзм, Указом Президії Верховної Ради СРСР від 18 серпня 1945 року лейтенанту Шмакову Анатолію Івановичу присвоєно звання Героя Радянського Союзу з врученням ордена Леніна і медалі «Золота Зірка» (№ 8203).
Після війни продовжував службу у ВПС СРСР. Служив в Північній групі військ (Польща). У 1953 році закінчив Військово-повітряну академію. З 1961 року служив у ВПС Одеського військового округу. З 1978 року полковник А. І. Шмаков — в запасі. У 1978—1991 роках працював інженером-проектувальником в Науково-дослідному інституті морського транспорту «ЧорноморНДІпроект». Після війни проживав в Одесі.
Помер 16 лютого 2012 року. Похований в Одесі на II Християнському кладовищі.